# Pop Rocks
Pop Rocks er en type slik, der "eksploderer" i munden. Opfundet af William A. Mitchell i 1956. Blev sat i kommerciel produktion i 1975.
Silkket bliver fremstillet ved at ophede bolchemasse (lavet af bl.a. sukker, laktose (mælkesukker), kornsirup tilsat smagsstoffer) til den smelter, og derefter udsætte den for karbondioxid på gasform under tryk til bolchemassen igen er kølet af. På denne måde skabes små bobler under tryk i bolchemassen.
Når slikket kommes i munden og kommer i kontakt med spyttet smelter det og udløser karbondioxidet i små kildrende og boblende eksplosioner.
Pop Rocks blev kortvarigt taget af markedet i 1983, da en vandrehistorie florerede om, at hvis man spiste Pop Rocks og drak cola samtidig ville maven eksplodere.
I Danmark nåede slikket ikke igen samme popularitet som i 1970'erne og start 80'erne.